# William Dennison
William David Dennison (født 20. januar 1905, død 2. maj 1981) var det sidste medlem af Orangeordenen, der tjente som borgmester i Toronto, Canada. Han sad som borgmester fra 1966 til 1972 og var ligeledes medlem i lang tid af Toronto byråd. Før han gik ind i politik, var han skoleinspektør og lærer. Han var ligeledes biavler og havde på et tidspunkt 900.000 bier i baghaven i sit hjem på Jarvis Street.